# درنگ کن، ببین و گوش کن
درنگ کن، ببین و گوش کن (انگلیسی: Stop, Look and Listen) یک فیلم کمدی صامت کوتاه آمریکایی به کارگردانی لری سمون است که در سال ۱۹۲۶ منتشر شد. از بازیگران این فیلم می‌توان به اولیور هاردی، لری سمون، دوروتی دوان، ماری کار، ویلیام گیلسپی، لایونل بلمور، بول مونتانا، کرتیس مک‌هنری و جوزف سوئیکارد اشاره کرد.